# Asthenargoides
Asthenargoides es un género de arañas araneomorfas de la familia Linyphiidae. Se encuentra en Siberia.

## Lista de especies
Según The World Spider Catalog 12.0:
- Asthenargoides kurenstchikovi Eskov, 1993
- Asthenargoides kurtchevae Eskov, 1993
- Asthenargoides logunovi Eskov, 1993